# کریس سن
کریس سن برنامه‌نویس و طراح بازی‌های رایانه‌ای اهل آمریکا است